# Mandane
Mandane (altgriechisch Μανδάνη Mandánē; * vor 595 v. Chr.) war die Gemahlin des Perserkönigs Kambyses I. und Mutter Kyros’ II.

## Herodot
Nach Herodot war Mandane eine Tochter des medischen Königs Astyages und der Königin Aryenis. Allerdings ordnet Christian Settipani sie einer anderen Mutter zu, deren Name bisher unbekannt ist.
Herodot berichtet, Astyages sei von einem Traum geplagt worden, in dem Mandane so viel Wasser ließ, dass sein ganzes Reich davon überflutet wurde. In Furcht um seinen Thron gab er Mandane keinem Meder, sondern dem achämenidischen Vasallenfürsten Kambyses I. zur Frau.
In einem weiteren Traum des Astyages wuchs Mandane ein Weinstock aus dem Bauch, der sich, wie der Strom, über Ekbatana und Asien ausbreitete. Die Traumdeuter des Astyages legten den Traum als Gefahr für die medische Herrschaft aus, die von einem künftigen Sohn seiner Tochter, dem späteren Kyros II., ausgehen könnte.
Daraufhin ließ Astyages seine Tochter aus Persien heimholen und wollte nach der Geburt ihres Sohnes diesen durch Harpagos töten lassen, doch wurde der Säugling, Kyros II., in einer von Herodot mitgeteilten, nach dem Vorbild älterer Sagen gestalteten Wundererzählung gerettet. Er stürzte später den Mederkönig und begründete das Perserreich, womit sich Astyages’ Traum erfüllte.
Für die Berichte Herodots liegen keine keilschriftlichen Belege vor. Sie werden daher zumindest teilweise als Legende bewertet. Wann Mandane gestorben ist, ist unbekannt.

## Andere Berichte
Auch nach Xenophon war Mandane Tochter des Astyages, Gemahlin des Kambyses I. und Mutter des Kyros II. Dieser kam aber laut Xenophon erst mit 13 Jahren mit seiner Mutter zu seinem Großvater Astyages. Nikolaos von Damaskus, der sich auf den Historiker Ktesias von Knidos stützt, berichtet, dass die Tochter des Astyages den Namen Amytis trug, zuerst den Meder Spitamas und in zweiter Ehe Kyros II. heiratete.